# Риохский диалект

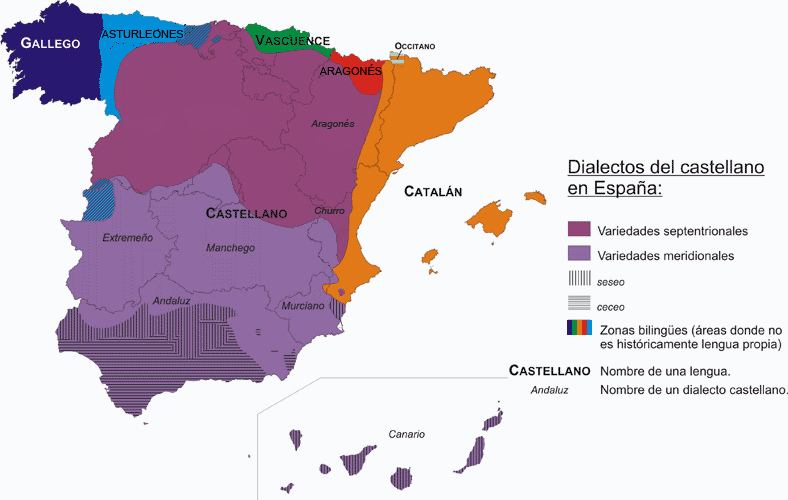
Языки и диалекты Испании в 1950 году

Рио́хский диале́кт испанского языка — это диалект испанского языка, на котором говорят на севере Испании в области Риоха. Его отличие от других диалектов заключается в том, что он включил в себя некоторые черты арагонского и баскского языков.

## Лингвистические особенности
- Дифтонгизация, подобная арагонскому языку: luejo ('lejos').
- Сохранение консонантых групп латинского языка 'pl, cl и т. д., как в арагонском языке: plover ('llover'), flama ('flama').
- Сохранение групп ns y mb: ansa ('asa'), lombo ('lomo').
- Преобразование звуков e и o в i и u на конце слов: pobri ('pobre'), prau ('prado').
- Произношение в некоторых словах звука r как ch: cuatcho ('cuatro').
- Сохранение звука b, присутствовшего в латинском языке, в окончаниях глаголов простого несовершенного времени изъявительного наклонения: mordiba ('mordía').